# Gunnar Idering
Karl Gunnar Idering, född 20 mars 1947 i Stockholm, död 2 september 2005, var en svensk kompositör och musiker. Han var medlem i gruppen The Mascots, Fria Proteatern och Höj Rösten. Gunnar Idering arbetade även som lärare i bild och musik vid Viksjöskolan i Järfälla kommun. Han var yngre bror till Christer Idering som spelade i Ola and the Janglers.

## Filmmusik
- 1966 – Trettio pinnar muck
- 1968 – Het snö
- 1977 – Skogsbrand

## Filmografi roller
- 1966 – Trettio pinnar muck
- 1967 – Tryck opp i topp